# Killing the Dragon
A 2002-es Killing the Dragon az amerikai Dio heavy metal zenekar kilencedik nagylemeze.

## Története
Az albumon mutatkozott be Doug Aldrich mint gitáros. Craig Goldy kilépése előtt részt
vett néhány dal megírásában, és a következő lemezen már ismét őt hallhatjuk.
Az albumon szereplő Push című dal nagy siker lett, és videóklip is készült hozzá Jack Black
és Kyle Gass közreműködésével. A felvételek alatt Ronnie összebarátkozott
Jack-kel, aki megemlítette neki készülő filmjét, majd felkérte a szereplésre. Dio igent mondott.

## A sárkány szimbóluma
Dio elárulta, hogy az album címében szereplő "sárkány" a technológiát jelképezi.
A társadalom jövője iránti aggodalmát fejezte ki vele. A dal első részében gyermekrablásról énekel,
mivel a sárkányok a mesékben elrabolták a gyerekeket, és kicsinyeiket etették velük. A második
rész egy kegyetlen hűbérúrról szól, míg a dal végén a "digitális jobbágyság" fogalma jelenik meg.
Dio egy interjújában azt mondta, hogy "a számítógép a modern társadalom istenévé vált, és ideje
fellázadni ellene".

## Az album dalai
A dalszövegeket Ronnie James Dio írta.
| 1.  | Killing the Dragon      | Jimmy Bain, Dio         | 4:25 |
| 2.  | Along Comes a Spider    | Doug Aldrich, Bain, Dio | 3:32 |
| 3.  | Scream                  | Aldrich, Bain, Dio      | 5:02 |
| 4.  | Better in the Dark      | Bain, Dio               | 3:43 |
| 5.  | Rock & Roll             | Bain, Dio, Craig Goldy  | 6:11 |
| 6.  | Push                    | Bain, Dio, Goldy        | 4:08 |
| 7.  | Guilty                  | Bain, Dio               | 4:25 |
| 8.  | Throw Away the Children | Dio, Goldy              | 5:35 |
| 9.  | Before the Fall         | Bain, Dio               | 3:48 |
| 10. | Cold Feet               | Bain, Dio               | 4:11 |

Készült egy limitált kiadás is, mely további két koncertfelvételt tartalmazott a Deep Purple
közreműködésével: Fever Dreams, Rainbow in the Dark.

## Helyezések
| Lista                     | Helyezés |
| ------------------------- | -------- |
| Billboard 200             | 199      |
| US Top Independent Albums | 18       |

## Közreműködők

### Dio
- Ronnie James Dio – ének
- Doug Aldrich – gitár
- Jimmy Bain – basszusgitár, billentyűk
- Simon Wright – dob

### További zenészek
- Scott Warren – billentyűk a Before the Fall-on
- King Harbour Children's Choir – kórus a Throw Away Children-ön

### Produkció
- Ronnie James Dio – producer
- Wyn Davis – hangmérnök
- Brian Daugherty és Michael McMullen – hangmérnökasszisztens
- Eddy Schreyer – mastering
- Marc Sasso – borító